# Quand la ville dort (roman)
Pour l’article homonyme, voir Quand la ville dort (film).
Quand la ville dort (titre original : The Asphalt Jungle) est un roman américain de William R. Burnett publié en 1949. Le roman est paru en France en 1951 dans la Série noire (no 106). 
Une adaptation cinématographique a été réalisée par John Huston en 1950, avec Sterling Hayden et Marilyn Monroe.

## Éditions
Outre la parution dans la collection Série noire, le roman est réédité dans les collections La Poche noire (no 12) en 1967, Carré noir (no 126) en 1973, Folio (no 2118) en 1989 et Folio policier (no 83) en 1999.

## Adaptations
Outre celle de John Huston, trois autres adaptations ont été réalisées :
- L'Or du Hollandais (The Badlanders), western de Delmer Daves, 1958
- Les Bijoux du Pharaon (Cairo) de Wolf Rilla, 1963
- Touche pas aux diams (Cool Breeze) de Barry Pollack, 1972